# Hjuleberg

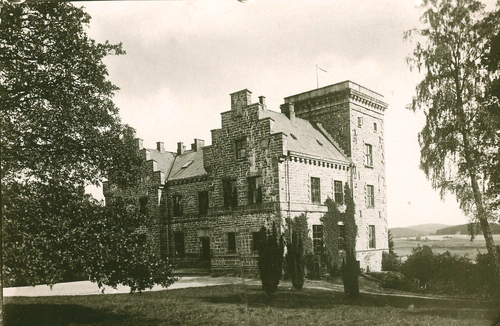
Manoir Hjuleberg vers 1900

Hjuleberg est un manoir en Halland, Suède. La famille de la noblesse Thott l'habita entre le XVe siècle et 1632. Le manoir a été longtemps leurs résidence principale. En 1851, le riche industriel et armateur danois Rudolph Puggaard (1818-1885) reprit celui-ci et le fera reconstruire par l'architecte Thorvald Bindesbøll (1846-1908), en 1882-1885, lui donnant ainsi sa forme actuelle. La famille Treschow possède le manoir depuis 1907.